# Brachymeria tapunensis
Brachymeria tapunensis är en stekelart som beskrevs av Joseph, Narendran och Joy 1972. Brachymeria tapunensis ingår i släktet Brachymeria och familjen bredlårsteklar.
Artens utbredningsområde är Amerikanska Samoa. Inga underarter finns listade.